# Prosopocera lambda
Prosopocera lambda är en skalbaggsart som beskrevs av Delahaye, Sudre, Teocchi, Sudre och Téocchi 2006. Prosopocera lambda ingår i släktet Prosopocera och familjen långhorningar.
Artens utbredningsområde är Gabon. Inga underarter finns listade i Catalogue of Life.